# Госпик, Катарина
Катарина Анна-Мария Госпик (родилась 6 февраля 1984 года, Чиста) — шведский ученый и писательница, выросла в стокгольмском районе Акалла. В период с 2002 по 2011 год она изучала физиологию и медицину в Каролинском институте. В 2011 году она основала консалтинговую компанию Brainbow Labs, где сама работает автором, спикером и консультантом.
В 2007 году Госпик получила степень магистра физиологии, а затем в 2009 году получила степень доктора медицинских наук в Каролинском институте. В 2011 году она защитила докторскую диссертацию по курсу когнитивной нейробиологии и исследованиям в области нейроэкономики, которая рассказывает, как работают наши чувства и что происходит с мозгом, когда мы принимаем решения. В 2012 году она написала и издала научно-популярную книгу «Välj rätt! En guide till bra beslut at Brombergs förlag».
В 2014 году Госпик опубликовала свою вторую книгу под названием «Den sociala hjärnan» («Социальный мозг»). Вместе с Мартином Ингваром она опубликовала исследование, показывающее, что люди обладают врожденной способностью реагировать на несправедливость и что эти реакции проистекают из миндалевидного тела.
В октябре 2014 года она участвовала в шоу «Sommarpratarna», которое транслировалось на SVT. В 2020 году она опубликовала свою восьмую книгу под названием «Digital Tsumani».